# Brest Challenger 1998
Il Brest Challenger 1998 è stato un torneo di tennis facente parte della categoria ATP Challenger Series nell'ambito dell'ATP Challenger Series 1998. Il torneo si è giocato a Brest in Francia dal 26 ottobre al 1º novembre 1998 su campi in cemento indoor.

## Vincitori

### Singolare
Jérôme Golmard ha battuto in finale  Jean-Baptiste Perlant con il punteggio di 6–4, 6–4.

### Doppio
Neville Godwin /  Marcos Ondruska hanno battuto in finale  Justin Gimelstob /  Brian MacPhie con il punteggio di 6–4, 5–7, 6–4.